# Jeltje Hoekstra-Sikkema
Jeltje Hoekstra-Sikkema (1 mei 1963) is een Nederlands politica van de Volkspartij voor Vrijheid en Democratie (VVD). Sinds 4 december 2024 is zij burgemeester van de gemeente Enkhuizen.
Van 2014 tot 2024 was Hoekstra-Sikkema wethouder in de gemeente Terschelling. Daarvoor was zij gemeenteraadslid in de Friese gemeente Skarsterlân van 2002 tot 2014, vanaf 2007 als VVD-fractievoorzitter. Buiten de politiek was zij werkzaam in de verzekeringsbranche.